# Maurizio Sciarra
Pour les articles homonymes, voir Sciarra.
Maurizio Sciarra (né le 15 avril 1955  à Bari, dans les Pouilles, dans le sud de l'Italie) est un réalisateur italien.

## Filmographie
- 1998 : La Stanza dello scirocco
- 2001 : Vers la révolution en 2 CV (Alla rivoluzione sulla due cavalli)
- 2001 : Un altro mondo è possibile
- 2003 : Coppi e la dama bianca: un amore controcorrente (TV)
- 2006 : Quale amore (it)

### Récompenses et distinctions
- Maurizio Sciarra gagne le Léopard d'or avec son film Vers la révolution en 2 CV.